# Althausschneidespitze
L'Althausschneidespitze est une montagne qui s’élève à 3 225 ou 3 226 m d’altitude dans les Hohe Tauern, à la frontière entre l'Autriche et l'Italie.